# Liste der Kulturdenkmäler in Thallichtenberg
In der Liste der Kulturdenkmäler in Thallichtenberg sind alle Kulturdenkmäler der rheinland-pfälzischen Ortsgemeinde Thallichtenberg aufgeführt. Grundlage ist die Denkmalliste des Landes Rheinland-Pfalz (Stand: 6. September 2022).

## Denkmalzonen
| Bezeichnung                    | Lage                                        | Baujahr | Beschreibung | Bild                           |
| ------------------------------ | ------------------------------------------- | ------- | --- | ------------------------------ |
| Denkmalzone Burg Lichtenberg   | südöstlich des Ortes Lage                   | 1214    | von Graf Gerlach III. von Veldenz errichtet, 1214 erstmals erwähnt, 1799 abgebrannt; Umfassungsmauern, Torbogen und Mauerreste der um 1200 begonnenen Unterburg, Bergfried mit innerer Ringmauer der um 1270 begonnenen Oberburg mit Batterieturm, 16. Jahrhundert, und zwei Palasgebäuden, erste Hälfte des 14. Jahrhunderts und erste Hälfte des 15. Jahrhunderts, evangelischer Kirche und Landschreiberei aus dem 18. Jahrhundert; größte Burganlage der Pfalz | weitere Bilder Fotos hochladen |
| Denkmalzone Jüdischer Friedhof | nordwestlich des Ortes beim Sportplatz Lage | 1725    | älterer Teil 1725 angelegt, jüngerer Teil 1845; 140 Grabsteine, ab 1747 | Fotos hochladen                |

## Einzeldenkmäler
| Bezeichnung         | Lage                                                  | Baujahr | Beschreibung                                                                 | Bild                           |
| ------------------- | ----------------------------------------------------- | ------- | ---------------------------------------------------------------------------- | ------------------------------ |
| Evangelische Kirche | südöstlich des Ortes in der Burg (Burgstraße 18) Lage | 1755–58 | rechteckiger Putzbau mit Dachreiter, 1755–58, Spitzhelm des Dachreiters 1874 | weitere Bilder Fotos hochladen |